# Rdułtowice
Rdułtowice – kolonia w Polsce położona w województwie łódzkim, w powiecie piotrkowskim, w gminie Gorzkowice.
W latach 1975–1998 miejscowość administracyjnie należała do województwa piotrkowskiego.
Przez miejscowość przebiega niewielka rzeka Prudka dopływ Luciąży.